# Tirumala (Andhra Pradesh)
Tirumala (en télougou : తిరుమల ; du tamoul திருமலை (Tirumalai), c'est-à-dire la « montagne noble » ou la « montagne sainte ») est une ville du district de Tirupati dans l'État d'Andhra Pradesh en Inde. Elle constituait initialement un lieu-dit associé à la ville de Tirupati, et est de fait intégrée dans sa municipalité. Située en hauteur sur le relief du Venkatadri (sur la chaîne des Ghats orientaux), Tirumala, qui domine Tirupati et ses alentours, est célèbre pour le temple de Sri Venkateshvara Svami (Vishnou), autour duquel elle s'est organisée. 
Tirumala est une commune « créée » par le tourisme religieux et en dépend entièrement, elle est complètement consacrée à l'accueil et à l'organisation du pèlerinage au temple le plus fréquenté de l'hindouisme. Le temple de Sri Venkateshwara reçoit la visite de 30 000 à 40 000 pèlerins par jour, avec des pics pouvant notamment monter à 75 000 pèlerins lors du Nouvel An. C'est aussi le temple hindou le plus riche au monde en termes de recette annuelle générée, estimée à 57,02 millions de dollars américain. Cette recette est notamment réinvestie à Tirumala par la fiducie du sanctuaire, le Tirumala Tirupati Devasthanams ou TTD, dans ses équipements d'accueil et de services aux pèlerins, mais aussi dans ses autres activités à caractère religieux et social qui y ont lieu. La fiducie du temple est l'acteur économique et territorial quasi-exclusif à Tirumala. 
Tirumala est mentionnée dans la littérature tamoule ancienne, de la période dite Sangam. Notamment dans le Tolkappiyam, qui donne une prééminence à Tirumala, dite Venkatam ou Venkadam, en tant que frontière septentrionale du Tamilakkam, l'aire culturelle tamoule. À l'opposé de Kumari, Kanyakumari ou Cap Comorin, frontière méridionale de cet espace. 
Selon le recensement de l'Inde de 2011, la localité compte une population de 7 741 habitants.